# Lars Nieberg

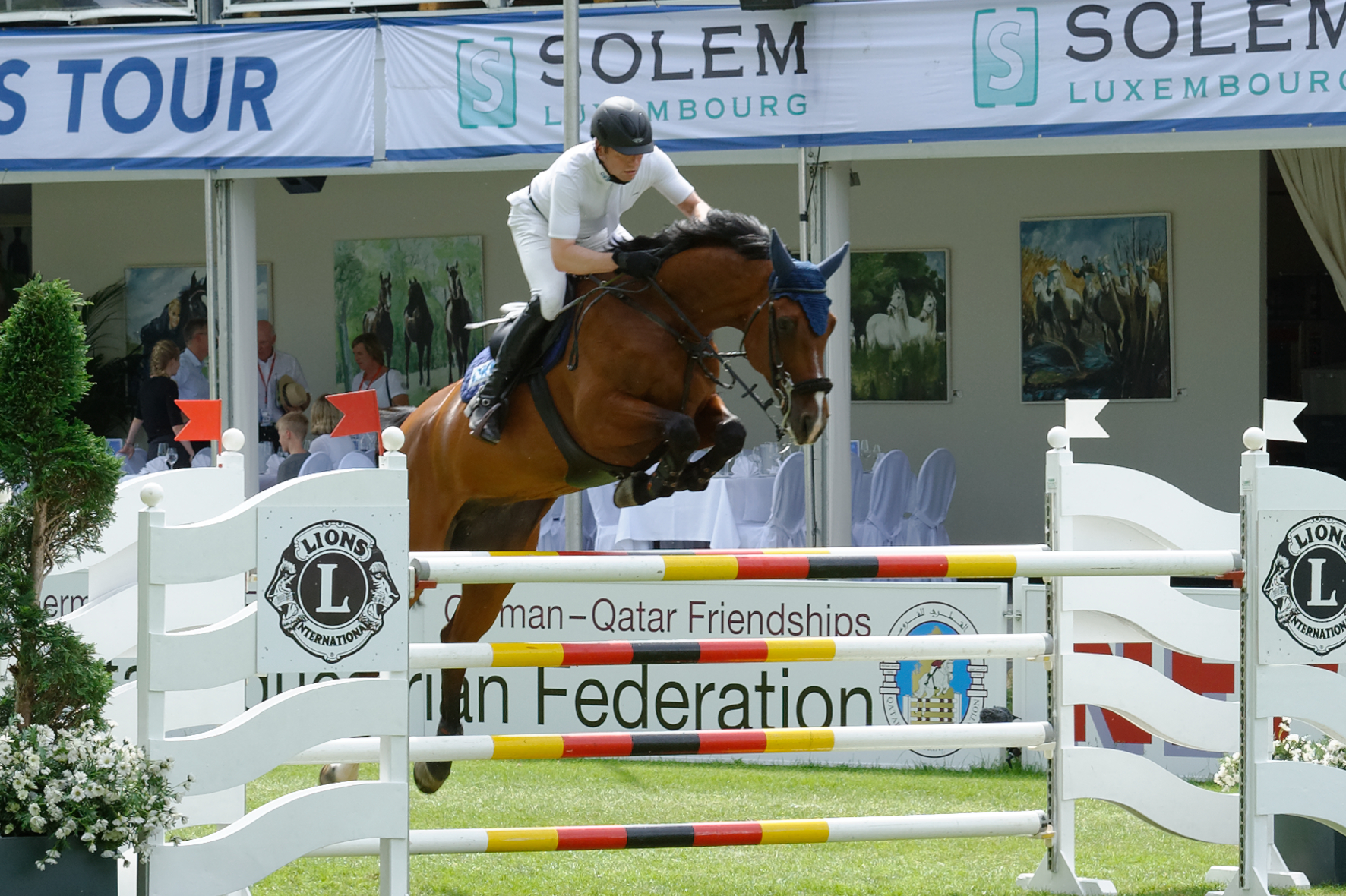
Wiesbaden 2014

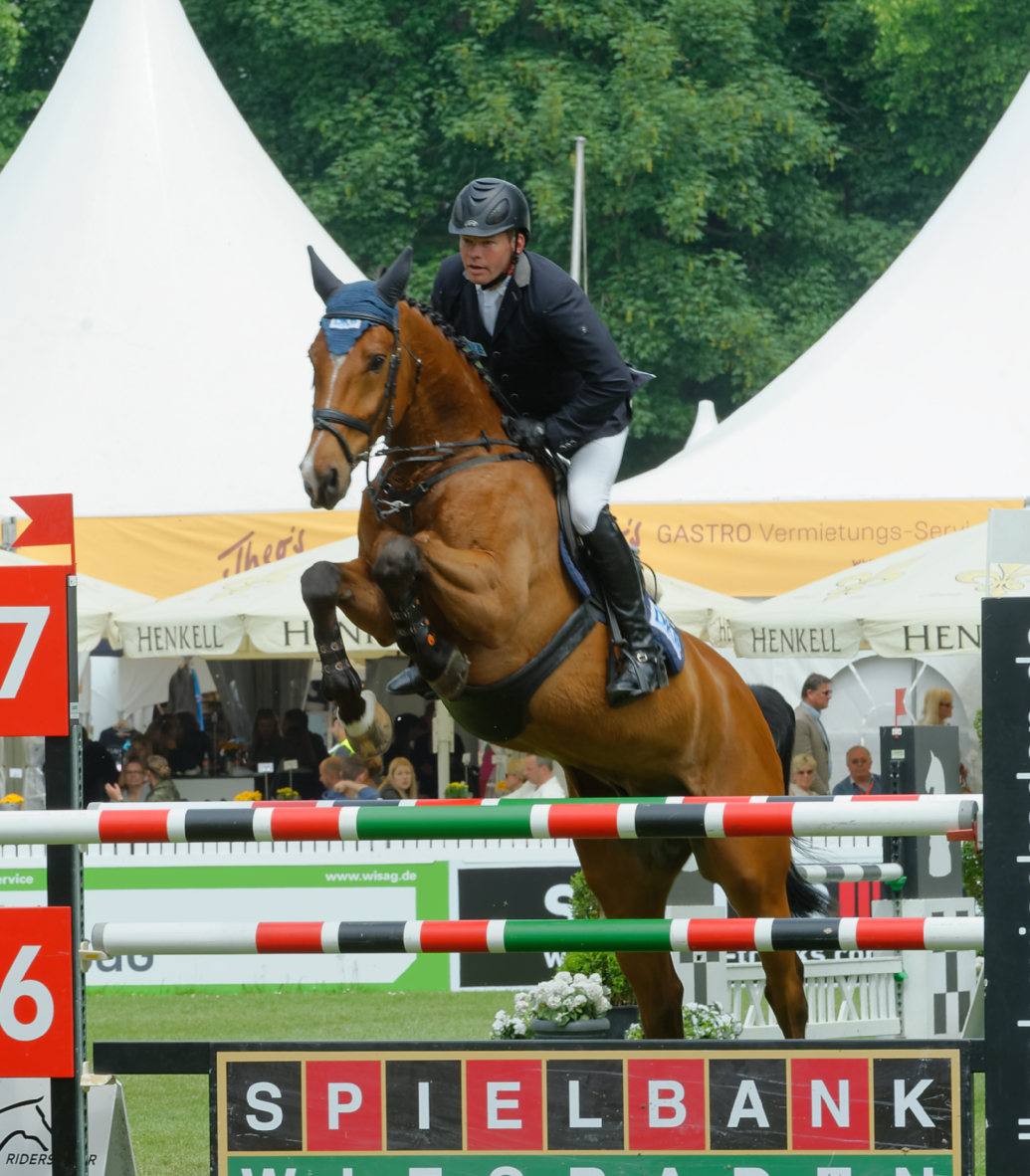
Lars Nieberg with Chactus at CSIYH* in Wiesbaden 2015

Lars Nieberg est un cavalier de saut d'obstacles allemand double médaillé olympique né le 24 juillet 1963 à Wittingen en Basse-Saxe.

## Palmarès mondial
- 1995 : 2e de la finale de la Coupe du monde de saut d'obstacles à Göteborg en Suède avec For Pleasure.
- 1996 :  médaille d'or par équipe aux Jeux olympiques d'Atlanta aux États-Unis avec For Pleasure.
- 1997 :  médaille d'or par équipe aux championnats d'Europe de Mannheim en Allemagne avec For Pleasure.
- 1998 : 
  -  médaille d'or par équipe aux Jeux équestres mondiaux de Rome en Italie avec Esprit Frh.
  - 2e de la finale de la Coupe du monde à Helsinki en Suède avec Esprit Frh.
- 2000  médaille d'or par équipe aux Jeux olympiques à Sydney en Australie avec Esprit Frh, avec les cavaliers Marcus Ehning, Otto Becker et Ludger Beerbaum.
- 2001 :  médaille de bronze par équipe aux championnats d'Europe de Arnhem aux Pays-Bas avec Esprit Frh.
- 2006 : 3e de la finale de la coupe du monde à Las Vegas aux États-Unis avec Lucie 55.